# Liste der portugiesischen Botschafter auf den Komoren
Die Liste der portugiesischen Botschafter auf den Komoren listet die Botschafter der Republik Portugal im afrikanischen Inselstaat der Komoren auf. Die Staaten unterhalten seit der komorischen Unabhängigkeit 1975 diplomatische Beziehungen, die auf die Ankunft der Portugiesischen Entdeckungsreisenden ab 1505 als erste Europäer auf den Komoren zurückgehen.
Eine eigene Botschaft eröffnete Portugal dort nicht, der Portugiesische Botschafter in Südafrika ist für die Komoren zuständig (Stand 2019).

## Missionschefs
| Name                                                   | Bild    | Amtszeit  | Anmerkungen                       |
| Komoren                                                | Komoren | Komoren   | Komoren                           |
| ------------------------------------------------------ | ------- | --------- | --------------------------------- |
| Augusto Henrique de Almeida Coelho Lopes               |         | ab 1975   | Botschafter mit Amtssitz Pretoria |
| Jorge Alberto Nogueira de Lemos Godinho                |         | ab 1976   | Botschafter mit Amtssitz Pretoria |
| Manuel Rodrigues de Almeida Coutinho                   |         | ab 1977   | Botschafter mit Amtssitz Pretoria |
| João Manuel Guerra Salgueiro                           |         | ab 1983   | Botschafter mit Amtssitz Pretoria |
| José Manuel Peixoto de Vilas Boas de Vasconcelos Faria |         | ab 1984   | Botschafter mit Amtssitz Pretoria |
| José Pires Cutileiro                                   |         | ab 1989   | Botschafter mit Amtssitz Pretoria |
| Jorge Marques Leitão Ritto                             |         | ab 1991   | Botschafter mit Amtssitz Pretoria |
| Vasco Taveira da Cunha Valente                         |         | ab 1995   | Botschafter mit Amtssitz Pretoria |
| Manuel Tomás Fernandes Pereira                         |         | ab 1997   | Botschafter mit Amtssitz Pretoria |
| Paulo Couto Barbosa                                    |         | ab 2003   | Botschafter mit Amtssitz Pretoria |
| João Nugent Ramos Pinto                                |         | ab 2009   | Botschafter mit Amtssitz Pretoria |
| António Ricoca Freire                                  |         | ab 2012   | Botschafter mit Amtssitz Pretoria |
| Manuel Maria Camacho Cansado de Carvalho               |         | seit 2017 | Botschafter mit Amtssitz Pretoria |